# 12月26日
12月26日（じゅうにがつにじゅうろくにち）は、グレゴリオ暦で年始から360日目（閏年では361日目）にあたり、年末まであと5日ある。

## できごと
- 1606年 - ウィリアム・シェイクスピアの悲劇『リア王』が初演。
- 1634年（寛永11年11月7日） - 鍵屋の辻の決闘。
- 1776年 - アメリカ独立戦争: トレントンの戦い。
- 1793年 - ルートヴィヒ・フォン・プロイセンとフリーデリケ・フォン・メクレンブルク＝シュトレーリッツが結婚。
- 1805年 - フランスとオーストリアがプレスブルクの和約に調印。
- 1825年（ユリウス暦12月14日） - デカブリストの乱。
- 1848年 - ファイ・デルタ・シータ（英語版）創設。
- 1854年（嘉永7年/安政元年11月7日）- 豊予海峡地震。
- 1871年 - 初のアルプス山脈を貫くトンネルであるフレジュス鉄道トンネルが開通。
- 1871年 - 日本初の裁判所・東京裁判所設置[1]。
- 1887年 - 保安条例が公布・施行。28日までに中江兆民ら570人に東京市外への退去を命令。
- 1889年 - 両毛鉄道（現在の両毛線）が全通。
- 1898年 - マリ・キュリーがフランス科学アカデミーの研究報告でラジウムの単離に成功したと発表。
- 1909年 - 日本初のループ線駅かつ日本唯一のループ線・スイッチバックを併せ持つ駅である大畑駅が開業。
- 1925年 - トルコでグレゴリオ暦を導入。
- 1933年 - 横浜に自動車製造株式会社（現・日産自動車）設立。
- 1933年 - FMラジオの特許が取られる。
- 1934年 - 日本初のプロ野球球団「大日本東京野球倶楽部」設立。読売ジャイアンツの前身。
- 1943年 - 北岬沖海戦がドイツ海軍とイギリス海軍との間で起こる、ドイツの戦艦シャルンホルストが、イギリスの戦艦デューク・オブ・ヨークを主力としたイギリス艦隊に捕捉撃沈される。
- 1944年 - ミンドロ島沖海戦が大日本帝国海軍とアメリカ海軍との間で起こる。大日本帝国軍の作戦名は礼号作戦。
- 1945年 - フランスの海外領土で新しい通貨CFPフラン・CFAフランを創設。
- 1949年 - 栃木県を震源とする今市地震発生。被害の大きかった今市市、日光町と合わせて死者・行方不明者10人、重軽傷者162人、家屋全半壊3369戸[2]。
- 1951年 - 第3次吉田茂内閣が第3次内閣改造を実施。
- 1951年 - 練馬事件。
- 1956年 - シベリア抑留からの引揚げ船・興安丸最後の一便が舞鶴港に入港。
- 1959年 - 砂川事件に関して、最高裁判所が検察からの跳躍上告をうけて原審（いわゆる伊達判決）を破棄差し戻しとする判決を下す。
- 1965年 - シンザンが競馬・有馬記念を制し、初の五冠馬に。
- 1969年 - 栃木県日光白根山で雪崩が発生。最初の雪崩に巻き込まれた群馬工業高等専門学校の学生および救助中に二重遭難した玉川大学の学生3人が死亡、2人が重軽傷[3]。
- 1970年 - 日本初の5ドア鉄道車両、京阪電気鉄道5000系デビュー。
- 1974年 - インドネシア・モロタイ島で台湾出身の中村輝夫（李光輝）元陸軍一等兵を救出。
- 1978年 - ネパール共産党マルクス・レーニン主義派設立。
- 1980年 - イギリスサフォーク州内のアメリカ空軍基地近くの森でUFO着陸事件が発生。いわゆる「レンデルシャムの森事件」。
- 1980年 - 国鉄再建法が公布される。
- 1982年 - 『タイム』のパーソン・オブ・ザ・イヤーに、初めて人間以外の物としてコンピュータが選ばれる。
- 1986年 - プロ野球のロッテオリオンズから中日ドラゴンズに移籍した落合博満が日本人野球選手初の1億円プレイヤーに。
- 1989年 - ルーマニア革命: 共産党政権が崩壊し、救国戦線が政権を樹立。
- 1990年 - 静岡県浜松アリーナで74歳のルー・テーズが蝶野正洋と対戦して敗れる。テーズはこの試合で引退。
- 1991年 - ソビエト連邦の最高会議がソビエト連邦の消滅を宣言。
- 1996年 - 羽田孜らが太陽党を結成。
- 1996年 - ジョンベネ殺害事件。
- 2003年 - イラン、ケルマン州バムでマグニチュード6.3の地震。約3万人が死亡。要塞都市遺跡アルゲ・バムが損傷を受ける。
- 2004年 - マグニチュード9.1-9.3のインドネシア・スマトラ島沖地震・津波が発生。
- 2006年 - 台湾南部で地震発生。
- 2011年 - 靖国神社・日本大使館放火事件。
- 2012年 - 安倍晋三が第96代内閣総理大臣に選出され、第2次安倍内閣が成立。自由民主党・公明党による自公連立政権となる。
- 2013年 - 安倍晋三首相が靖国神社を参拝、中国と韓国が強く反発。
- 2016年 - この日を以て「SMAP×SMAP」が放送を終了し、20年9か月の歴史に幕を閉じる[4]。
- 2016年 - アメリカ合衆国各地、10か所以上で若者を中心とした乱闘事件が発生[5]
- 2018年 - アメリカの冒険家、コリン・オブレディ（英語版）が世界初の単独・無支援での南極大陸横断を達成[6]
- 2018年 - 日本が国際捕鯨委員会（IWC）から脱退し、日本の領海と排他的経済水域（EEZ）で、商業捕鯨を2019年7月から再開することを決定したと発表[7]。
- 2021年 - 第101代内閣総理大臣に岸田文雄が指名され、その後任命される。
- 2023年 - WBC・WBO世界スーパーバンタム級王者の井上尚弥がマーロン・タパレスに10回でKO勝利し、新たにWBAスーパー・IBF・リングマガジン王座を獲得、ボクシング史上2人目の2階級四団体統一王者となる[8]（井上尚弥 対 マーロン・タパレス戦）。
- 2024年 - 12月25日のフィンランドとエストニアを結ぶバルト海の送電用と通信用海底ケーブルの損傷について、フィンランド当局がクック諸島船籍のタンカーの捜索を開始。EUはこれをロシアが経済制裁を免れて石油を輸出するための組織、通称"影の船団"による犯行との声明を発表。
- 2024年 - 女川原子力発電所が14年1ヶ月ぶりに営業運転再開。
- 2024年 - 自民裏金問題に関して、東京地検特捜部が5人を起訴猶予、65人を不起訴とする。

## 誕生日
- 1194年 - フリードリヒ2世、神聖ローマ皇帝（+ 1250年）
- 1536年 - 李珥、李氏朝鮮の儒学者（+ 1584年）
- 1643年（寛永20年11月16日）- 前田綱紀、第5代加賀藩主（+ 1724年）
- 1687年 - ヨハン・ゲオルク・ピゼンデル、作曲家（+ 1755年）
- 1716年 - トマス・グレイ、詩人（+ 1771年）
- 1734年 - ジョージ・ロムニー、肖像画家（+ 1802年）
- 1746年（延享3年11月15日） - 内藤貞幹、第6代湯長谷藩主（+ 1778年）
- 1752年（宝暦2年11月21日） - 酒井忠貫、第9代小浜藩主（+ 1806年）
- 1769年 - エルンスト・アルント、歴史家（+ 1860年）
- 1769年（明和6年11月29日） - 土屋英直、第7代土浦藩主（+ 1803年）
- 1770年 - ピエール・カンブロンヌ、軍人（+ 1842年）
- 1771年 - ジュリー・クラリー、ジョゼフ・ボナパルトの妻（+ 1845年）
- 1777年 - ルートヴィヒ2世、ヘッセン大公国の第2代大公（+ 1848年）
- 1785年 - ローラン・クレーク、聾教育者（+ 1869年）
- 1791年 - チャールズ・バベッジ、数学者（+ 1871年）
- 1792年 - フランツ・ヒュンテン、作曲家（+ 1878年）
- 1803年 - フリードリヒ・レインホルト・クロイツヴァルト、作家（+ 1882年）
- 1825年 - フェリクス・ホッペ＝ザイラー、生理学者（+ 1895年）
- 1827年 - エティエンヌ・レオポール・トルーヴェロ、天文学者（+ 1895年）
- 1827年（文政10年11月9日） - 毛利元周、第13代長府藩主（+ 1868年）
- 1837年 - ジョージ・デューイ、軍人（+ 1917年）
- 1837年 - モーガン・バークリー、政治家、ナショナルリーグ会長（+ 1922年）
- 1838年 - クレメンス・ヴィンクラー、化学者（+ 1904年）
- 1841年 - リチャード・ブラントン、建築家（+ 1901年）
- 1851年 - サミュエル・フォン・ハツァイ、軍人（+ 1942年）
- 1855年 - アルノルト・メンデルスゾーン、作曲家（+ 1933年）
- 1859年（安政6年12月3日） - 片山潜、思想家、労働運動家（+ 1933年）
- 1867年 - ファン・ボイ・チャウ、革命家（+ 1940年）
- 1872年 - ラルフ・ノーマン・エンジェル、政治家（+ 1967年）
- 1878年 - イザイア・ボウマン、地理学者（+ 1950年）
- 1880年 - 篠田有徳、政治家（+ 1945年）
- 1880年 - エルトン・メイヨー、社会学者、経営学者（+ 1949年）
- 1881年 - ヴェルト・ヘンリク、軍人（+ 1952年）
- 1883年 - モーリス・ユトリロ、画家（+ 1955年）
- 1884年 - 田阪千助、台湾総督府官僚、政治家、元名古屋市長（+ 1945年）
- 1886年 - ゲンベシュ・ジュラ、政治家、ハンガリー首相（+ 1936年）
- 1886年 - ゴットハルト・ハインリツィ、軍人（+ 1971年）
- 1887年 - アーサー・アーネスト・パーシバル、軍人（+ 1966年）
- 1888年 - 菊池寛、作家（+ 1948年）
- 1890年 - パーシー・ホッジ、陸上競技選手（+ 1967年）
- 1891年 - ヘンリー・ミラー、小説家（+ 1980年）
- 1893年 - 毛沢東、政治家、軍人、思想家、中国共産党主席、中華人民共和国初代国家主席（+ 1976年）
- 1897年 - 海野十三、作家（+ 1949年）
- 1900年 - 稲垣足穂、作家（+ 1977年）
- 1901年 - ピート・ファンデカンプ、天文学者（+ 1995年）
- 1902年 - 三木滋人、撮影技師（+ 1968年）
- 1904年 - アレホ・カルペンティエル、小説家（+ 1980年）
- 1906年 - ベルト・レーリンク、法学者（+ 1985年）
- 1907年 - アルバート・ゴア・シニア、政治家（+ 1998年）
- 1911年 - 宣仁親王妃喜久子、高松宮宣仁親王妃、徳川慶喜の孫（+ 2004年）
- 1912年 - 大原久友、畜産学者、農学者、元帯広畜産大学学長（+ 1994年）
- 1914年 - リチャード・ウィドマーク、俳優（+ 2008年）
- 1918年 - ヌツ・モヘレ、政治家（+ 1999年）
- 1918年 - ゲオルギオス・ラリス、政治家、ギリシャ共和国首相（+ 2006年）
- 1920年 - モーリス・ジャンドロン、チェリスト（+ 1990年）
- 1921年 - 柴田不二男、競馬騎手、調教師（+ 2000年）
- 1923年 - 太宰久雄、俳優（+ 1998年）
- 1926年 - アール・ブラウン、作曲家（+ 2002年）
- 1927年 - メリー喜多川、実業家、芸能プロモーター（+ 2021年）
- 1927年 - 藤沢周平、時代小説作家（+ 1997年）
- 1930年 - 篠原三郎、経営学者、会計学者、歌人
- 1930年 - ドナルド・モファット、俳優（+ 2018年）
- 1931年 - 滝田ゆう、漫画家（+ 1990年）
- 1933年 - 児玉清、俳優、司会者 ※実際の出生日。戸籍上の生年月日は1934年1月1日（+ 2011年）
- 1935年 - 辻中貞年、元プロ野球選手
- 1937年 - ジョン・ホートン・コンウェイ、数学者（+ 2020年）
- 1937年 - ニャシンベ・エヤデマ、政治家、トーゴ大統領（+ 2005年）
- 1939年 - フレッド・スケピシ、映画監督
- 1940年 - エドワード・プレスコット、経済学者（+ 2022年）
- 1940年 - フィル・スペクター、音楽プロデューサー（+ 2021年）
- 1940年 - フリオ・リナレス、元プロ野球選手
- 1940年 - 宮本輝紀、サッカー選手、指導者（+ 2000年）
- 1941年 - ダニエル・シュミット、映画監督（+ 2006年）
- 1941年 - 橋本功、俳優（+ 2000年）
- 1942年 - 西川公也、政治家
- 1945年 - デイヴィッド・R・ホルジンガー、作曲家
- 1947年 - カールトン・フィスク、元プロ野球選手
- 1947年 - ジョージ・ポーターJr.、ベーシスト
- 1947年 - 大河原邦男、メカニックデザイナー
- 1947年 - ジャン・エシュノーズ、小説家
- 1949年 - 音無美紀子、女優
- 1949年 - 柴田昌弘、元漫画家
- 1949年 - ジョゼ・ラモス＝ホルタ、政治家、東ティモール大統領
- 1951年 - シュターッレル・イロナ、俳優、政治家
- 1951年 - 松尾銀三、声優、俳優（+ 2001年）
- 1952年 - アレクサンドル・アンクヴァブ、政治家、アブハジア首相
- 1952年 - セルジオ・アサド、作曲家
- 1953年 - トーマス・イルヴェス、政治家、エストニア大統領
- 1953年 - レオネル・フェルナンデス、政治家、ドミニカ共和国大統領
- 1954年 - オジー・スミス、元プロ野球選手
- 1954年 - 菊地恭一、元プロ野球選手
- 1955年 - エヴァン・バイ、政治家
- 1958年 - 原田美枝子、女優
- 1958年 - グレート義太夫、お笑い芸人
- 1958年 - 福田豊和、元サッカー選手
- 1958年 - エイドリアン・ニューウェイ、F1テクニカルディレクター
- 1959年 - 森本晃司、アニメーター
- 1959年 - 八木弘和、スキージャンプ指導者
- 1960年 - 高槻真裕、作曲家
- 1960年 - 金石昭人、元プロ野球選手
- 1960年 - エスパー伊東、お笑い芸人、画家（+ 2024年）
- 1961年 - 川原和久、俳優
- 1961年 - 仁村徹、元プロ野球選手
- 1961年 - ジム・トレーバー、元プロ野球選手
- 1963年 - 藤田千章、ミュージシャン（SING LIKE TALKING）
- 1963年 - 板倉雄一郎、経営コンサルタント、経済評論家
- 1963年 - ラーズ・ウルリッヒ、ミュージシャン（メタリカ）
- 1964年 - 齋藤平、国語学者
- 1965年 - マジーニョ、サッカー選手
- 1966年 - 西炯子、漫画家、イラストレーター
- 1966年 - カネコアツシ、漫画家
- 1967年 - 石野卓球、ミュージシャン（電気グルーヴ）、DJ
- 1967年 - 仲條亮子、実業家、元アナウンサー
- 1967年 - 猪久保吾一、元プロ野球選手
- 1969年 - トーマス・リンケ、サッカー選手
- 1970年 - 山東美穂、元アナウンサー
- 1971年 - 盛田昌彦、政治家、北海道茅部郡鹿部町長
- 1971年 - ジャレッド・レト、俳優
- 1972年 - ジェロム・レ・バンナ、格闘家
- 1972年 - 半井小絵、気象予報士
- 1972年 - 森田和明、キャラクターデザイナー、アニメーター
- 1973年 - 中江有里、女優、歌手
- 1973年 - 松中信彦、元プロ野球選手
- 1973年 - 松岡みやび、ハープ奏者
- 1974年 - コリー・リー、元プロ野球選手
- 1974年 - イーちゃん、お笑いタレント（マリア）
- 1974年 - ジョシー・ホー、歌手、女優
- 1975年 - 高瀬耕造、アナウンサー
- 1975年 - 田沼隆志、政治家
- 1975年 - 建山義紀、元プロ野球選手
- 1975年 - マルセロ・リオス、テニス選手
- 1976年 - アレックス・スティーブリング、総合格闘家
- 1976年 - リア・デ・メイ、女優
- 1977年 - 石井希和、アナウンサー
- 1977年 - 大西雄三、陸上競技選手
- 1977年 - エディ・アハーン、騎手
- 1977年 - フレデリック・ダンビエ、フィギュアスケート選手
- 1978年 - 菅山かおる、ビーチバレーボール選手
- 1978年 - 藤森祥平、アナウンサー
- 1978年 - 緒沢凛、女優
- 1978年 - 中川里江、声優
- 1978年 - 並河健、政治家
- 1979年 - 仲村由佳、元プロレスラー
- 1979年 - クリス・ドートリー、ミュージシャン
- 1979年 - ファビアン・カリーニ、サッカー選手
- 1979年 - J.C.ボスカン、プロ野球選手
- 1980年 - 田畑智子、女優
- 1980年 - 逸見廣大、俳優、声優
- 1980年 - 桑原敬一、声優
- 1980年 - nishi-ken、ミュージシャン
- 1981年 - 宇都宮まき、お笑いタレント
- 1981年 - オマー・インファンテ、元プロ野球選手
- 1982年 - アクセル・ルンド・スヴィンダル、スキー選手
- 1982年 - 小栗旬、俳優
- 1982年 - クラウディオ・コリオーニ（Claudio Corioni）、自転車選手
- 1982年 - 藤澤恵麻、女優、元モデル
- 1983年 - 山田充人、ミュージカル俳優、演出家
- 1983年 - 三宅ひとみ、女優
- 1983年 - 高橋優、歌手
- 1983年 - 越山元貴、シンガーソングライター
- 1983年 - 石井元気、お笑いタレント（あきげん）
- 1983年 - ジョン・サットン、サッカー選手
- 1984年 - アレックス・シュバーツァー、陸上選手
- 1984年 - 小島くるみ、タレント
- 1984年 - 崔恩景（英語版）、スケート選手
- 1984年 - RiRiKA、歌手、女優
- 1984年 - ベリー・ファンドリエル、プロ野球選手
- 1985年 - 城田優、俳優
- 1985年 - アンジェリカ、タレント、シンガーソングライター
- 1986年 - 安座間美優、タレント、ファッションモデル
- 1986年 - 三門雄大、サッカー選手
- 1986年 - キット・ハリントン、俳優
- 1986年 - ウーゴ・ロリス、サッカー選手
- 1986年 - サンジャール・トゥルスノフ 、サッカー選手
- 1986年 - イリヤ・トカチェンコ、フィギュアスケート選手
- 1986年 - 岡村明奈、元アイドル（元predia）
- 1988年 - 森田彩華、女優
- 1988年 - 能登有沙、声優、タレント（元音楽ガッタス、StylipS）
- 1988年 - 古谷静佳、声優
- 1988年 - 阿久津ゆりえ、ファッションモデル、ラジオパーソナリティ
- 1988年 - 佐藤かよ、モデル
- 1988年 - 松本亜弥華、バレーボール選手
- 1989年 - 徳井青空[9]、声優、漫画家
- 1989年 - 高津はる菜、声優、舞台女優
- 1989年 - 城南海、歌手
- 1989年 - 秋山依里、モデル、歌手
- 1989年 - 岩佐亮佑、元プロボクサー、元IBF世界スーパーバンタム級王者
- 1989年 - 仙台幸子、元プロレスラー
- 1989年 - ショーン・ノリン、プロ野球選手
- 1990年 - 川原一馬、俳優
- 1990年 - 松島庄汰、俳優
- 1990年 - 太田岳志、サッカー選手
- 1990年 - 富山貴光、サッカー選手
- 1990年 - 坂田彩、元ファッションモデル
- 1990年 - アーロン・ラムジー、サッカー選手
- 1991年 - 西原信裕、俳優
- 1991年 - 佐香智久、歌手
- 1991年 - 信樂晃史、元プロ野球選手
- 1991年 - 森原康平、プロ野球選手
- 1994年 - 奥谷知弘、俳優
- 1994年 - 荒井七海、陸上競技選手
- 1994年 - 中塚駿太、元プロ野球選手
- 1995年 - 阪田ベーカリー、お笑いタレント（元赤もみじ）
- 1995年 - 川村虹花、タレント、元プロレスラー（元仮面女子）
- 1996年 - 荒木次元、俳優
- 1996年 - 松井愛莉、ファッションモデル、女優
- 1996年 - 水希蒼、元声優、元アイドル（元A応P、元放課後プリンセス）
- 1996年 - 山谷花純、ファッションモデル、女優
- 1997年 - 潮紗理菜、タレント、元アイドル（元日向坂46）
- 1998年 - 渡部健人、プロ野球選手
- 2001年 - 青島妃菜、ファッションモデル、YouTuber
- 2001年 - 小栗有以[10]、アイドル（AKB48）
- 2001年 - 網代聖人、歌手、ダンサー
- 2005年 - 藤原大翔、プロ野球選手
- 2006年 - 菱田未渚美、女優、歌手、パフォーマー（Girls2）
- 2006年 - 下田衣珠季、アイドル（日向坂46）
- 2006年 - 片山紗希、アイドル（日向坂46）
- 生年不詳 - 山中千尋、ジャズ・ピアニスト
- 生年不詳 - レトルト、ゲーム実況者
- 生年不詳 - 高嶋ひろみ、漫画家
- 生年不詳 - 石村恵美、声優
- 生年不詳 - 景山聖子、声優
- 生年不詳 - 中野泰佑、声優
- 生年不詳 - 南條ひかる、声優
- 生年不詳 - 深田愛衣、声優

## 忌日
- 268年 - ディオニュシウス、ローマ教皇
- 418年 - ゾシムス、ローマ教皇
- 1205年（元久2年11月15日） - 相馬師常、武将、相馬氏初代当主（* 1139年）
- 1302年（乾元元年12月7日） - 北条実政、武将、鎮西探題（* 1249年）
- 1458年 - アルテュール・ド・リッシュモン、ブルターニュ公（* 1393年）
- 1476年 - ガレアッツォ・マリーア・スフォルツァ、ミラノ公（* 1444年）
- 1530年 - バーブル、ムガル帝国初代皇帝（* 1483年）
- 1624年 - シモン・マリウス、天文学者（* 1573年）
- 1634年（寛永11年11月7日） - 河合甚左衛門、剣術家（* 1583年）
- 1634年（寛永11年11月7日） - 桜井半兵衛、尼崎藩槍術指南役（* 1609年）
- 1634年（寛永11年11月7日） - 河合又五郎、岡山藩士（* 1615年）
- 1771年 - クロード・エイドリアン・エルベシウス（英語版）、哲学者（* 1715年）
- 1780年 - ジョン・フォザーギル、医師、植物コレクター（* 1712年）
- 1869年 - ジャン・ポアズイユ、物理学者、生理学者（* 1797年）
- 1886年 - テオドール・オッポルツァー、天文学者（* 1841年）
- 1890年 - ハインリヒ・シュリーマン、考古学者（* 1822年）
- 1890年 - ウィリアム・ダンロップ・シンプソン、政治家（* 1823年）
- 1891年 - 鈴木百年、絵師、日本画家（* 1828年）
- 1896年 - エミール・デュ・ボア＝レーモン、医師、生理学者（* 1818年）
- 1897年 - 島津忠義、第12代薩摩藩主（* 1840年）
- 1899年 - 原田直次郎、洋画家（* 1863年）
- 1901年 - ジョゼフ・ノエル・ペイトン、画家、彫刻家、詩人（* 1821年）
- 1907年 - 古河太四郎、教育者（* 1845年）
- 1918年 - カール・エルズナー（英語版）、実業家、ビクトリノックス創業者（* 1860年）
- 1919年 - 小松原英太郎、文部大臣、農商務大臣（* 1852年）
- 1920年 - モンク・イーストマン、ギャング（* 1873年頃）
- 1923年 - ディートリヒ・エッカート、ナチスの活動家（* 1868年）
- 1925年 - ヤン・レッツェル、建築家（* 1880年）
- 1931年 - メルヴィル・デューイ、図書館学者（* 1851年）
- 1933年 - アナトリー・ルナチャルスキー、政治家、評論家（* 1875年）
- 1937年 - アイヴァー・ガーニー、作曲家、詩人（* 1890年）
- 1938年 - マックス・エケルト＝グライフェンドルフ、地理学者（* 1868年）
- 1945年 - 維新帝、ベトナム阮朝第11代皇帝（* 1900年）
- 1956年 - 青山杉作、俳優、演出家、映画監督（* 1889年）
- 1959年 - 宮川米次、医学者、病理学者、細菌学者（* 1885年）
- 1960年 - 和辻哲郎、哲学者、倫理学者（* 1889年）
- 1963年 - ゴージャス・ジョージ、プロレスラー（* 1915年）
- 1966年 - 上田仁、指揮者、ファゴット奏者（* 1904年）
- 1966年 - ギジェルモ・スタービレ、サッカー選手（* 1906年）
- 1970年 - リリアン・ボード、陸上競技選手（* 1948年）
- 1972年 - 杉本京太、発明家、和文タイプライター開発者（* 1882年）
- 1972年 - ハリー・S・トルーマン、第33代アメリカ合衆国大統領（* 1884年）
- 1972年 - 飯田蝶子、女優（* 1897年）
- 1974年 - ウィリアム・ヘンリー・ドレイパー・ジュニア、銀行家（* 1894年）
- 1974年 - ジャック・ベニー、コメディアン、ヴォードヴィリアン、俳優（* 1894年）
- 1977年 - ハワード・ホークス、映画監督（* 1896年）
- 1981年 - ヘンリー・アイリング、化学者（* 1901年）
- 1981年 - 中谷千代子、画家、絵本作家（* 1930年）
- 1985年 - 桑原安治、眼科医（* 1908年）
- 1985年 - ダイアン・フォッシー、生物学者（* 1932年）
- 1986年 - エルザ・ランチェスター、女優（* 1902年）
- 1988年 - パブロ・ソロサバル、作曲家（* 1897年）
- 1988年 - 信欣三、俳優（* 1910年）
- 1988年 - マッシモ・ミラ、音楽学者（* 1910年）
- 1989年 - 篠田英雄、哲学者、翻訳家（* 1897年）
- 1989年 - レノックス・バークリー、作曲家（* 1903年）
- 1989年 - 石川光陽、警察官、写真家（* 1904年）
- 1989年 - 氷川瓏、作家（* 1913年）
- 1989年 - 加藤守雄、国文学者（* 1913年）
- 1992年 - 福田千里、実業家、元大和証券社長（* 1896年）
- 1992年 - ニキタ・マガロフ、ピアニスト（* 1912年）
- 1992年 - ジョン・ジョージ・ケメニー（* 1926年）
- 1992年 - 諏訪優、詩人、翻訳家（* 1929年）
- 1994年 - 小川半次、政治家（* 1909年）
- 1994年 - シルヴァ・コシナ、俳優（* 1933年）
- 1995年 - 島秀之助 、野球選手、監督、審判員（* 1908年）
- 1996年 - 竹内昭夫、法学者（* 1929年）
- 1997年 - 甲斐文融、画家、僧（* 1920年）
- 1998年 - 白洲正子、随筆家（* 1910年）
- 1999年 - 石丸久、近代文学者（* 1921年）
- 1999年 - 阿部保夫、ギタリスト（* 1925年）
- 1999年 - カーティス・メイフィールド、R&Bミュージシャン（* 1942年）
- 2000年 - ジェイソン・ロバーズ、俳優（* 1922年）
- 2001年 - 大橋俊雄、仏教学者、歴史学者（* 1925年）
- 2001年 - ナイジェル・ホーソーン、俳優（* 1929年）
- 2002年 - 田邊朋之、京都市長（* 1924年）
- 2002年 - ハーブ・リッツ、写真家（* 1952年）
- 2003年 - チョーンシー・ハリス、地理学者（* 1914年）
- 2003年 - 白井義男、プロボクサー（* 1923年）
- 2003年 - 山路敬三、実業家、元キヤノン社長（* 1927年）
- 2004年 - 松田解子、小説家（* 1905年）
- 2004年 - 石垣りん、詩人（* 1920年）
- 2004年 - レジー・ホワイト、アメリカンフットボール選手（* 1961年）
- 2004年 - Mieszko Talarczyk、ミュージシャン（ナザム）（* 1974年）
- 2004年 - プム・ジェンセン、タイ王室の外戚（* 1983年）
- 2004年 - レジー・ホワイト、アメリカンフットボール選手（* 1961年）
- 2005年 - 横河正三、実業家、元横河電機社長、初代横河ヒューレット・パッカード（現日本ヒューレット・パッカード）社長（* 1914年）
- 2005年 - 白羽大介、喜劇俳優（* 1923年）
- 2005年 - 尾上松助 (6代目)、歌舞伎役者（* 1946年）
- 2005年 - ヴィンセント・スキャヴェリ、俳優（* 1948年）
- 2006年 - ジェラルド・R・フォード、政治家、第38代アメリカ合衆国大統領（* 1913年）
- 2007年 - 掛川源一郎、写真家（* 1913年）
- 2007年 - 南川周三、詩人、東京家政大学名誉教授（* 1929年）
- 2008年 - 橋本滋男、聖書学者、同志社大学名誉教授（* 1935年）
- 2008年 - ジャスティン・エイラーズ、総合格闘家（* 1978年）
- 2008年 - デイヴィッド・アレクサンダー・スミス、ダンサー（* 生年不詳）
- 2010年 - 別府隆彦、野球監督、元選手（* 1926年）
- 2010年 - 曾我廼家鶴蝶、女優 （* 1928年）
- 2010年 - ティーナ・マリー、ミュージシャン（* 1956年）
- 2011年 - 暁伸、漫才師（* 1915年）
- 2011年 - 菊竹清訓、建築家（* 1928年）
- 2011年 - 小笠原猛、映画監督、演出家（* 1941年）
- 2012年 - 齊藤美規、俳人（* 1923年）
- 2012年 - 西川幸男、芸能プロデューサー、新栄プロダクション創業者（* 1925年）
- 2012年 - ジェリー・アンダーソン、映像作品プロデューサー（+ 1929年）
- 2012年 - 渡辺大剛、冒険家、登山家、七大陸最高峰登頂者（* 1981年）
- 2013年 - 宮田加久子、社会心理学者（* 1955年）
- 2014年 - 岡村繁、中国文学者、九州大学名誉教授（* 1922年）
- 2014年 - ヨゼフ・ピタウ、教育者、カトリック大司教（* 1928年）
- 2015年 - 市村鶴蔵、歌舞伎俳優（* 1924年）
- 2015年 - 高橋宗治郎、銀行家、元滋賀銀行頭取（* 1927年）
- 2016年 - 加藤暠、相場師（* 1941年）
- 2017年 - ジョニー・バウワー、アイスホッケー選手（* 1924年）
- 2018年 - ソノ・オーサト、バレリーナ、女優（* 1919年）
- 2018年 - ロイ・グラウバー、理論物理学者、ノーベル物理学賞受賞者（* 1925年）
- 2018年 - 山木幸三郎、ジャズギタリスト、作曲家、編曲家（* 1931年）
- 2018年 - ミヒャエル・クーデンホーフ＝カレルギー、画家（* 1937年）
- 2018年 - ローレンス・ロバーツ、計算機科学者、パケット通信・ARPANET開発主導者（* 1937年）
- 2018年 - 岩手太郎、俳優（* 1948年）
- 2018年 - 北川知克、政治家（* 1951年）
- 2018年 - 本間光雄、調教師、元騎手（* 1951年）
- 2019年 - 佐々木栄造、政治家、元青森県五所川原市長（* 1920年）
- 2019年 - クロード・レジ、演出家（* 1923年）
- 2019年 - 小林登、医学者、東京大学名誉教授、国立小児病院名誉院長（* 1927年）
- 2019年 - 臼田浩義、実業家、元ポプラ社会長（* 1940年）
- 2019年 - 小林豊、実業家、元小林製薬社長（* 1945年）
- 2019年 - スー・リオン、女優（* 1946年）
- 2020年 - ジョージ・ブレイク、外交官、スパイ（* 1922年）
- 2020年 - 金子太郎 、実業家、元環境庁事務次官（* 1925年）
- 2020年 - フィル・ニークロ、プロ野球選手（* 1939年）
- 2020年 - ジョン・フーバー、プロレスラー（* 1979年）
- 2021年 - カロロス・パプーリアス、政治家、第7代第三共和政ギリシャ大統領（* 1929年）
- 2021年 - エドワード・オズボーン・ウィルソン、生物学者（* 1929年）
- 2021年 - 井川成正、政治家、元山口県下松市長（* 1930年）
- 2021年 - デズモンド・ムピロ・ツツ、聖公会牧師、神学者、人権活動家（* 1931年）
- 2021年 - ゲイリー・ベイカーチ、軍人、戦闘衛生兵（* 1947年）
- 2021年 - ジャン＝マルク・ヴァレ、映画監督（* 1963年）
- 2022年 - 盧今錫、軍人（* 1932年）
- 2022年 - 絵沢萠子、女優（* 1935年）
- 2022年 - 川本耕次、漫画編集者、官能小説家、カメラマン、ライター（* 1953年）
- 2023年 - トニー・オクスレイ、ジャズドラマー（* 1938年）
- 2023年 - ヴォルフガング・ショイブレ、弁護士、政治家、元ドイツ内務相・財務相（* 1942年）
- 2024年 - マンモハン・シン、政治家、第17代インド首相（* 1932年）
- 2024年 - 蒔田尚昊、作曲家（* 1935年）
- 2024年 - 松林尚、アナウンサー（* 1938年）
- 2024年 - 江川嘉孝、バスケットボール選手（* 1942年）
- 2024年 - ロバート・ボールドウィン、タレント（* 1965年）

## 記念日・年中行事
- ボクシング・デー
イギリス、カナダ、オーストラリア、ニュージーランド、スイスの公休日。なお、ドイツでは、25日・26日の両日がクリスマスの休日である。
- 聖ステファノの日
キリスト教の最初の殉教者・聖ステファノの聖名祝日。アイルランド、イタリア、オーストリア、クロアチア、フィンランドの公休日。
- 独立記念日（ スロベニア）
1990年のこの日、国民投票によりスロベニアがユーゴスラビアから独立することが決定した。
- プロ野球誕生の日/ジャイアンツの日（ 日本）
1934年12月26日に、アメリカのプロ野球との対戦のため、現在のプロ野球リーグでは最古のプロ野球チーム・大日本東京野球倶楽部（後の読売ジャイアンツ）が創立されたことに由来。なお、これより前の1920年に日本初のプロ野球球団である日本運動協会が設立されているが、1929年に解散しており、現在のプロ野球リーグとのつながりはない。